# Krzysztof Ostrowski
Krzysztof Ostrowski (* 3. Mai 1982 in Wrocław) ist ein ehemaliger polnischer Fußballspieler.

## Karriere
Ostrowski begann seine Karriere bei kleinen Amateurvereinen wie Panda Wrocław, Parasol Wrocław und Inkopax Wrocław, ehe er bei Śląsk Wrocław den Weg in den Profifußball einschlug. Nach seinem ersten Profijahr dort, absolvierte er ein Jahr bei Zagłębie Lubin und kehrte zurück zu Śląsk Wrocław. Dort verweilte er weitere vier Jahre und stieg 2008 mit der Mannschaft in die Ekstraklasa auf. Nach seiner guten Hinrunde in der Saison 2008/2009, in welcher Ostrowski in 16 Spielen ein Tor erzielte, wurde Legia Warschau auf den Abwehrspieler aufmerksam und nahm ihn in der Winterpause für drei Jahre unter Vertrag. Nach einem halben Jahr als Reservespieler wechselte er zum damaligen Zweitligisten Widzew Łódź, mit dem er 2010 in die Ekstraklasa zurückkehrte. Im Sommer 2012 wurde sein auslaufender Vertrag nicht verlängert und er war vereinslos. Im Februar 2013 wurde Ostrowski dann von seinem ehemaligen Klub Śląsk Wrocław unter Vertrag genommen. Hier spielte er bis 2016 und wechselte dann zu Polonia Trzebnica. Von dort ging er im Sommer 2018 für zwei Jahre weiter zum Viertligisten Orzeł Prusice. Nach der Saison 2020/21 bei Piast Żerniki Wrocław beendete Ostrowski dann seine aktive Karriere.